# Horst Pöttker

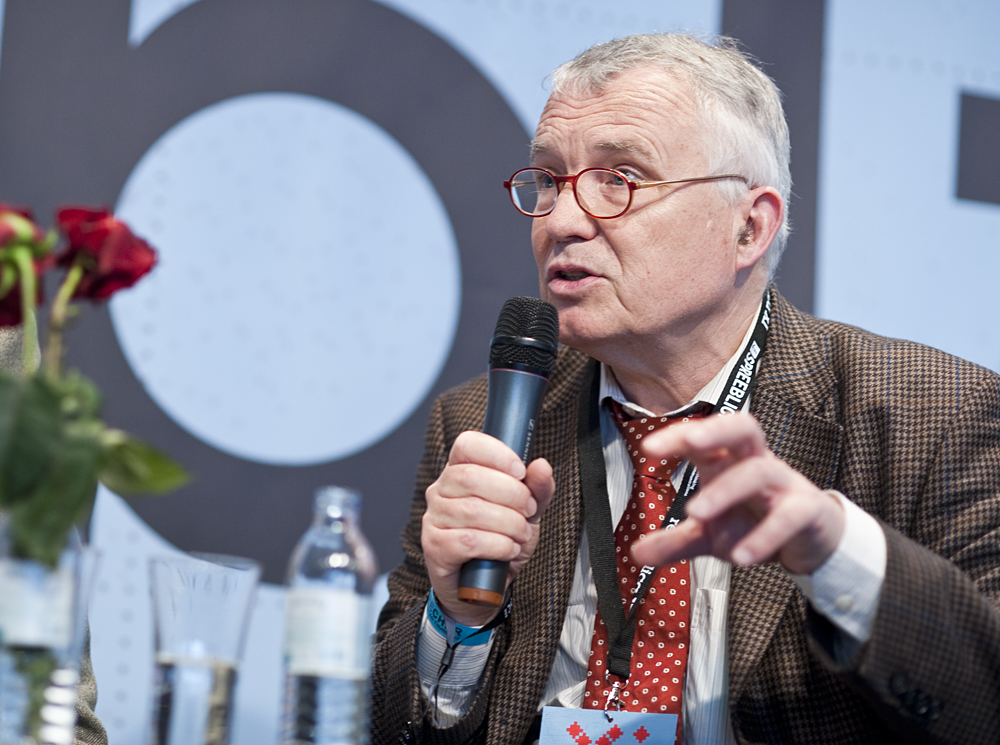
Horst Pöttker (2011)

Horst Pöttker (* 29. Dezember 1944 in Bad Segeberg) ist ein deutscher Sozialwissenschaftler, Hochschullehrer und Publizist.

## Leben
Horst Pöttker absolvierte nach dem Abitur, das er 1964 an der Hamburger Walddörferschule ablegte, ein Studium der Sozial- und Geisteswissenschaften, Philosophie und Mathematik in Hamburg, Zürich, Kiel und Basel. An der Universität Basel wurde er 1978 promoviert (Dr. phil.-hist.). Er arbeitete dann 1982–1985 als Wissenschaftlicher Mitarbeiter im Fach Soziologie an der Universität-Gesamthochschule Siegen. 1985–1996 war er verantwortlicher Redakteur der Zeitschrift „medium“ im Gemeinschaftswerk der Evangelischen Publizistik. An der Universität Leipzig hatte er 1992–1995 eine Gastprofessur für Kommunikationswissenschaft (Schwerpunkt: Ethik des journalistischen Handelns) inne. 1995 habilitierte er sich an der Universität Siegen für das Fach Soziologie (Schwerpunkt: Soziologie der Kommunikation und der öffentlichen Medien). 1995–2013 lehrte und forschte er als Professor für Theorie und Praxis des Journalismus an der Universität Dortmund. Seit 2001 führten ihn Gastprofessuren und Vortragsreisen an die Universitäten Rostow am Don, Iowa, Stawropol, Wien und St. Petersburg.
Im Frühjahr 2013 an der TU Dortmund emeritiert, wurde Horst Pöttker zum Sommersemester 2015 zum Seniorprofessor des Fachbereichs Sozialwissenschaften an der Universität Hamburg ernannt.
Seit 2018 Lehrbeauftragter im Bereich nichttechnische Angebote (ntA) an der Technischen Universität Hamburg und am hochschulübergreifenden Hamburger Zentrum Gender & Diversity (ZGD).
Horst Pöttker war 2002–2013 Geschäftsführer der von Medienwissenschaftlern und -praktikern getragenen Initiative Nachrichtenaufklärung (INA), dem Pendant zur US-amerikanischen Medien-Demokratie-Initiative Project Censored. 2004 gründete er zusammen mit Wolfgang R. Langenbucher und Achim Baum den Verein zur Förderung der Publizistischen Selbstkontrolle (FPS). Er ist Mitglied im Beirat des Netzwerks für Osteuropa-Berichterstattung (n-ost) und im Rat für Migration. 2018 gründete er mit vier Kolleginnen und Kollegen die zweisprachige Fachzeitschrift „Journalistik“/„Journalism Research“.

## Schriften
- mit Christina Kiesewetter, Juliana Lofink (Hrsg.): Migranten als Journalisten?: Eine Studie zu Berufsperspektiven in der Einwanderungsgesellschaft., Springer VS, Wiesbaden 2016, ISBN 978-3-658-01255-7.
- mit Aleksandr I. Stan'ko (Hrsg.): Mühen der Moderne. Deutsche und russische Publizisten des 19. Jahrhunderts (deutsch/russisch), Herbert von Halem, Köln 2016,  ISBN 978-3-86962-100-5.
- mit Anke Vehmeier (Hrsg.): Das verkannte Ressort. Probleme und Perspektiven des Lokaljournalismus. Springer VS, Wiesbaden 2013, ISBN 978-3-658-01139-0.
- mit Alla G. Bespalowa, Evgenij A. Kornilow (Hrsg.): Journalistische Genres in Deutschland und Russland. Handbuch (deutsch/russisch), Herbert von Halem, Köln 2010, ISBN 978-3-938258-76-7.
- mit Josef Kurz, Daniel Müller, Joachim Pötschke und Martin Gehr: Stilistik für Journalisten. Lehrbuch. 2., erweiterte und überarbeitete Auflage. VS Verlag für Sozialwissenschaften, Wiesbaden 2010, ISBN 978-3-531-33434-9.
- mit Rainer Geißler (Hrsg.): Massenmedien und die Integration ethnischer Minderheiten in Deutschland. Forschungsbefunde. (= Medienumbrüche. Band 30). transcript, Bielefeld 2009, ISBN 978-3-8376-1027-7.
- mit Achim Baum, Wolfgang R. Langenbucher und Christian Schicha: Handbuch Medienselbstkontrolle. VS Verlag für Sozialwissenschaften, Wiesbaden 2005, ISBN 3-531-14821-4.
- Abgewehrte Vergangenheit: Beiträge zur deutschen Erinnerung an den Nationalsozialismus. Herbert von Halem, Köln 2005, ISBN 3-931606-94-5.
- mit Svennik Hoyer (Hrsg.): Diffusion of the News Paradigm 1850–2000. Nordicom, Göteborg 2005, ISBN 91-89471-30-X.
- mit Rainer Geißler (Hrsg.): Massenmedien und die Integration ethnischer Minderheiten in Deutschland. Problemaufriss - Forschungsstand - Bibliographie. (= Medienumbrüche. Band 9). transcript, Bielefeld 2005, ISBN 3-8376-1027-6.
- als Hrsg.: Öffentlichkeit als gesellschaftlicher Auftrag. Klassiker der Sozialwissenschaft über Journalismus und Medien. Universitätsverlag, Konstanz 2001, ISBN 3-87940-632-4.
- Entfremdung und Illusion: Soziales Handeln in der Moderne. Habilitationsschrift. Mohr Siebeck, Tübingen 1997, ISBN 3-16-146641-1.
- Zum demokratischen Niveau des Inhalts überregionaler westdeutscher Tageszeitungen : Wissenschaftstheorie und Methodologie - Normative Theorie der Demokratie - Quantitative Inhaltsanalyse. Dissertation. SOAK-Verlag, Hannover 1978, ISBN 3-88209-028-6.